# I’m Confessin’
I’m Confessin’ ist ein Jazzalbum des Steve Grossman Quintett mit Harold Land. Die vom 29. Juni bis 2. Juli 1992 im Studio Ferber, Paris, entstandenen Aufnahmen erschienen am 24. April 2007 auf Dreyfus Jazz.

## Hintergrund
In Paris veranstaltete im Sommer 1992 der Tenorsaxophonist Steve Grossman auf dem „Höhepunkt seiner Kunst“ eine Aufnahmesession mit seinem Tenorkollegen Harold Land. Die Rhythmusgruppe bildeten Jimmy Cobb am Schlagzeug, der Pianist Fred Henke und der Bassist Reggie Johnson. Die Mitschnitte erschienen erst 2007 unter dem Titel I’m Confessin’.

## Titelliste
- Steve Grossman Quintet Featuring Harold Land: I’m Confessin’ (Dreyfus Jazz FDM 4605036902 2)
  1. Vierd Blues (Miles Davis) 6:25
  2. Circus (Louis Alter, Sidney Keith Russell) 7:43
  3. (I’m) Confessin’ (That I Love You) (Al J. Neiburg, Donald Dougherty, Ellis Reynolds) 5:47
  4. Sandrow (Steve Grossman) 6:22
  5. Born to Be Blue (Melvin H. Torme, Robert Wells) 8:01
  6. Let’s Cool One (Thelonious Monk) 8:48
  7. San Fransisco Holiday (Thelonious Monk) 7:05

## Rezeption
Matt Collar verlieh dem Album in Allmusic 3½ Sterne und schrieb, I’m Confessin’ sei eine überaus intellektuelle Partie, bei dem das Talent der beiden Protagonisten für erfinderische, kantige und energiegeladene Improvisationen optimal genutzt werde. Beide nähmen sich dabei die Chance individuell zu glänzen.
Mike Joyce schrieb in JazzTimes, der von Miles Davis stammende Titel „Vierd Blues“ gäbe den Ton vor; während Grossman mit einem robusten Klang spiele, bevorzuge Harold Land einen leichteren Touch und einen helleren Ton. Dieser Kontrast werde in allen Stücken mit Tenor-Tandem beibehalten, einschließlich der zwei Monk-Melodien am Schluss des Albums, „Let’s Cool One“, das seinem Titel beiläufig gerecht werde und den Bassisten Reggie Johnson präsentiert, und „San Francisco Holiday“, eine Erinnerung an Lands Arbeit mit dem Komponisten und einer lebendigen Coda am Schluss. Selbst für Fans der beiden Holzbläser sei das Album nicht unverzichtbar, resümiert Joyce, es stelle aber einen ausreichenden Beweis für Gemeinsamkeiten, Chemie und Kameradschaft dar, was Unterhaltung genug biete.